# Gran Premio de Canadá de 2008

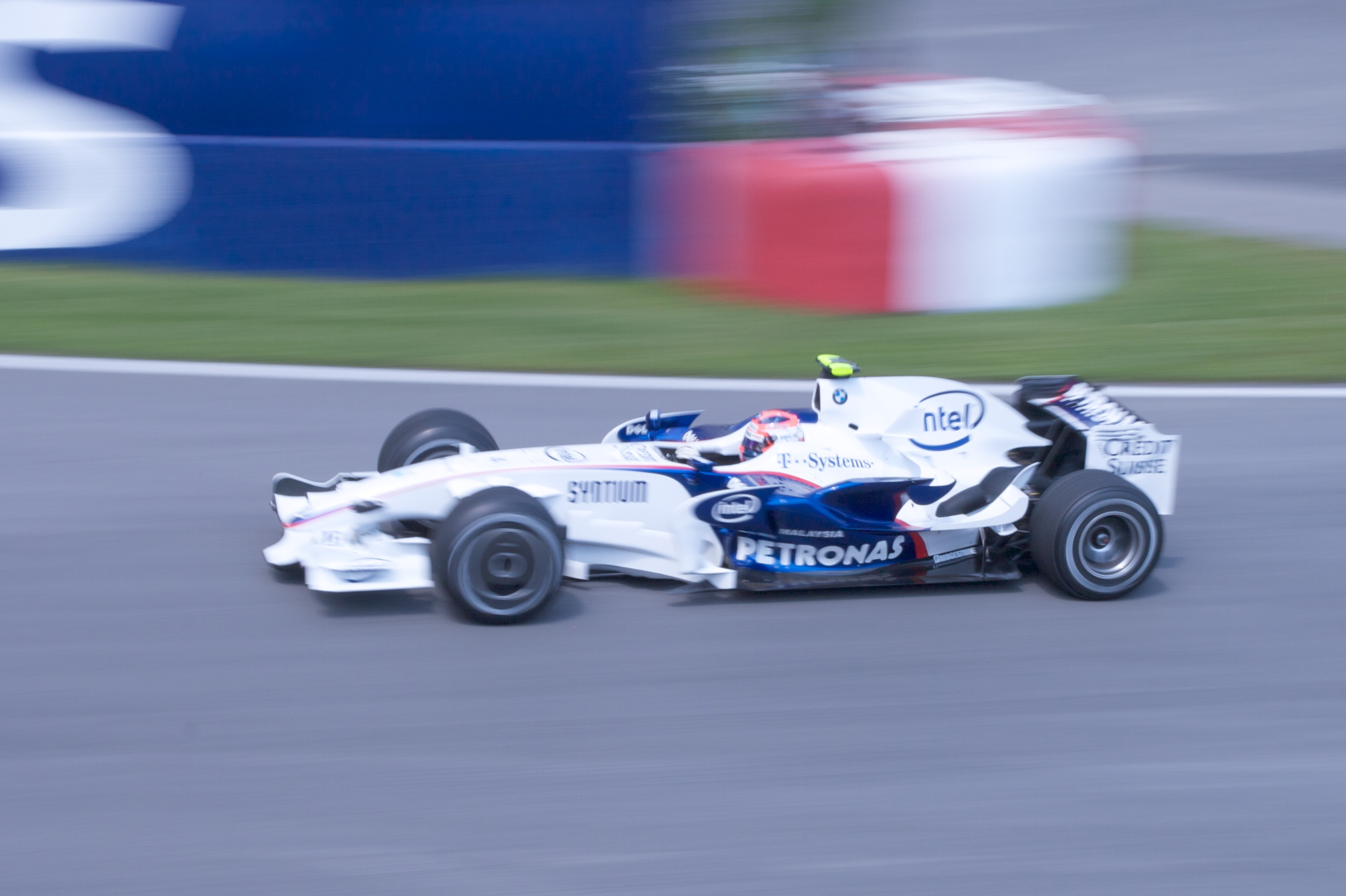
Robert Kubica fue el ganador de la carrera.

El Gran Premio de Canadá de 2008 fue la séptima prueba puntuable de la temporada 2008 de Fórmula 1, siendo la trigésima vez que es disputada en Canadá en el Circuito Gilles Villeneuve, sito en la ciudad canadiense de Montreal, y la única de esta temporada en disputarse en Norteamérica. Tuvo lugar entre los días 6 y 8 de junio de 2008, a las 13:00 hora local (19:00 hora central europea).
Lewis Hamilton ganó la edición anterior. Solo Räikkönen, Alonso y Hamilton saben lo que es ganar en Canadá, aunque Jenson Button y David Coulthard han ocupado alguna vez la pole.

## Previo
Los meteorólogos predijeron un fin de semana lluvioso. Las lluvias harían presencia el viernes y sábado con temperaturas máximas de 24 y 29 °C, respectivamente. Para el domingo, se preveían tormentas y una temperatura máxima de 29 °C.

## Novedades técnicas
- Ferrari introdujo para la carrera de Mónaco unas pequeñas aperturas en el capó para mejorar la ventilación. Pero el circuito de Canadá es mucho más rápido y hace más calor que en Mónaco, además de contar con una larguísima recta, que hicieron que Ferrari mantuviera esas aperturas un fin de semana más.[2]
- El equipo BMW Sauber decidió eliminar los aletines frontales sobre el morro de sus monoplazas por primera vez en la temporada. El objetivo era mejorar la velocidad máxima, especialmente en la larga recta principal, que ofrece unos de los pocos puntos de adelantamiento de la pista. Además, la parte más posterior del alerón delantero recibió un nuevo diseño con un borde inclinado. Esto aumenta ligeramente la superficie del alerón y ayuda a la manejabilidad del tren delantero.[3]
- Debido a la nueva normativa de reforzar los alerones para evitar su flexión, la mayoría de equipos pusieron soportes centrales para sus alerones frontales de puente, presentes en la mayoría de equipos. En vez de añadir un nuevo pilar central para sujetarlo, McLaren lo conectó con la parte superior del morro con una pieza curva, haciendo una menor interferencia con la aerodinámica en conjunto. Otra actualización para el circuito fueron los cortes curvos presentados en el perfil posterior del alerón delantero, hechos en los extremos laterales. Esto reduce la resistencia en la larguísima recta del circuito.[4]

## Entrenamientos

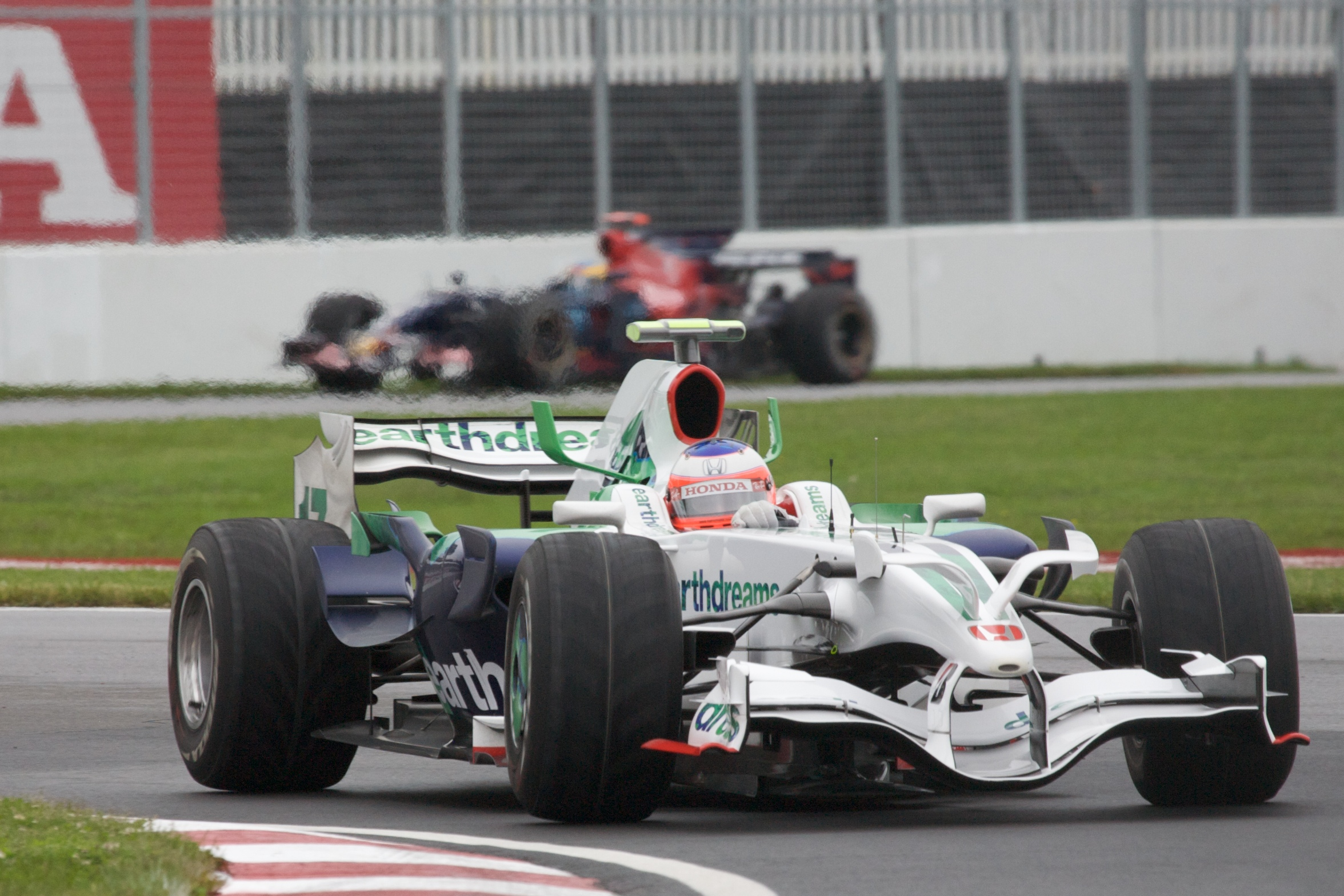
Rubens Barrichello en los entrenamientos con neumáticos de lluvia.

Nada más comenzar la primera sesión de entrenamientos libres, la pista fue declarada mojada. Las previsiones muestran un 60% de probabilidad de lluvia durante la sesión. Dicha sesión, en la que la pista fue secándose paulatinamente, no tuvo un claro dominador. Finalmente, Felipe Massa consiguió el mejor tiempo: 1:17.553; seguido de Robert Kubica y de Heikki Kovalainen, a 256 y 580 milésimas respectivamente. Trulli, Nakajima, Button, Fisichella, Massa y Piquet estuvieron en algún momento fuera de pista.
| Pos. | Piloto            | Equipo/Motor     | Tiempo   |
| ---- | ----------------- | ---------------- | -------- |
| 1    | Felipe Massa      | Ferrari          | 1:17.553 |
| 2    | Robert Kubica     | BMW Sauber       | 1:17.809 |
| 3    | Heikki Kovalainen | McLaren-Mercedes | 1:18.133 |

En la segunda sesión, disputada 4 horas más tarde que la primera, el claro dominador fue Lewis Hamilton. Un tiempo de 1:15.752 le colocó en el primer lugar, pero no alcanzó su meta personal de superar la pole del año anterior de Fernando Alonso. El británico superó a Kubica y a Räikkönen por 271 y 341 milésimas de segundo respectivamente. Alonso, Massa, Raikkonen, Webber, Piquet, Bourdais, Barrichello, Kovalainen y Fisichella estuvieron en algún momento fuera del asfalto; pero Glock ni tan siquiera finalizó la sesión por romper la suspensión trasera derecha de su Toyota TF108 en la salida de la Curva 6.
| Pos. | Piloto         | Equipo/Motor     | Tiempo   |
| ---- | -------------- | ---------------- | -------- |
| 1    | Lewis Hamilton | McLaren-Mercedes | 1:15.752 |
| 2    | Robert Kubica  | BMW Sauber       | 1:16.023 |
| 3    | Kimi Räikkönen | Ferrari          | 1:16.093 |

La tercera y última sesión de entrenamientos, llevada a cabo bajo el sol, fue dominada por Nico Rosberg. El alemán de Williams paró el cronómetro en 1:16.555, 34 milésimas de segundo por delante de Räikkönen y 170 por delante de Hamilton. Sebastian Vettel no acabó la sesión debido a un choque en la curva 9, que provocó una bandera roja desde las 10:45 hasta las 10:54, al haber esparcido muchos restos de su monoplaza. Su compañero de equipo, Bourdais, dio a sus mecánicos más trabajo al romper su suspensión trasera derecha al salir de la curva 5. La nota curiosa la puso Barrichello, pues se encontró inesperadamente con una ardilla en la pista. Afortunadamente, el incidente acabó ahí. Hamilton se saltó la última chicane y Piquet hizo un trompo en el mismo sitio.

| Pos. | Piloto         | Equipo/Motor     | Tiempo   |
| ---- | -------------- | ---------------- | -------- |
| 1    | Nico Rosberg   | Williams-Toyota  | 1:16.555 |
| 2    | Kimi Räikkönen | Ferrari          | 1:16.589 |
| 3    | Lewis Hamilton | McLaren-Mercedes | 1:16:725 |

## Clasificación

### Resultados de la clasificación[9]
| Pos. | N.º | Piloto               | Equipo/Motor        | Parte 1    | Parte 2  | Parte 3    | Vueltas | Parrilla |
| ---- | --- | -------------------- | ------------------- | ---------- | -------- | ---------- | ------- | -------- |
| 1    | 22  | Lewis Hamilton       | McLaren-Mercedes    | 1:16.909   | 1:17.034 | 1:17.886   | 19      | 1        |
| 2    | 4   | Robert Kubica        | BMW Sauber          | 1:17.471   | 1:17.679 | 1:18.498   | 14      | 2        |
| 3    | 1   | Kimi Räikkönen       | Ferrari             | 1:17.301   | 1:17.364 | 1:18.735   | 23      | 3        |
| 4    | 5   | Fernando Alonso      | Renault             | 1:17.415   | 1:17.488 | 1:18.746   | 22      | 4        |
| 5    | 7   | Nico Rosberg         | Williams-Toyota     | 1:17.991   | 1:17.891 | 1:18.844   | 26      | 5        |
| 6    | 2   | Felipe Massa         | Ferrari             | 1:17.231   | 1:17.353 | 1:19.048   | 23      | 6        |
| 7    | 23  | Heikki Kovalainen    | McLaren-Mercedes    | 1:17.287   | 1:17.684 | 1:19.089   | 25      | 7        |
| 8    | 3   | Nick Heidfeld        | BMW Sauber          | 1:18.082   | 1:17.781 | 1:19.633   | 21      | 8        |
| 9    | 17  | Rubens Barrichello   | Honda               | 1:18.256   | 1:18.020 | 1:20.848   | 25      | 9        |
| 10   | 10  | Mark Webber          | Red Bull-Renault    | 1:17.582   | 1:17.523 | Sin tiempo | 15      | 10       |
| 11   | 12  | Timo Glock           | Toyota              | 1:18.321   | 1:18.031 |            | 19      | 11       |
| 12   | 8   | Kazuki Nakajima      | Williams-Toyota     | 1:17.638   | 1:18.062 |            | 19      | 12       |
| 13   | 9   | David Coulthard      | Red Bull-Renault    | 1:18.168   | 1:18.238 |            | 19      | 13       |
| 14   | 11  | Jarno Trulli         | Toyota              | 1:18.039   | 1:18.327 |            | 16      | 14       |
| 15   | 6   | Nelson Piquet, Jr.   | Renault             | 1:18.505   | 1:18.393 |            | 18      | 15       |
| 16   | 14  | Sébastien Bourdais   | Toro Rosso-Ferrari  | 1:18.916   |          |            | 10      | 20       |
| 17   | 20  | Adrian Sutil         | Force India-Ferrari | 1:19.108   |          |            | 12      | 16       |
| 18   | 21  | Giancarlo Fisichella | Force India-Ferrari | 1:19.165   |          |            | 12      | 17       |
| 19   | 16  | Jenson Button        | Honda               | 1:31.765   |          |            | 3       | 18       |
| 20   | 15  | Sebastian Vettel     | Toro Rosso-Ferrari  | Sin tiempo |          |            | 0       | 19       |

- Sebastian Vettel no pudo participar en la sesión de clasificación por haber dañado su vehículo durante la tercera sesión de entrenamientos.[10]
- Sébastien Bourdais fue penalizado con 5 plazas en la parrilla de salida por cambiar su caja de cambios.[10]
- Mark Webber hizo un trompo y dañó su suspensión delantera derecha durante la segunda sesión de clasificación, impidiéndole participar en la tercera, aún a pesar de haberse clasificado para ella.[11]
- La pole position combinada sería de Felipe Massa (21,377 s), Mark Webber (24,625 s) y Lewis Hamilton (30,634 s), siendo el total de 1:16,636 s.

### Velocidades punta en clasificación
| Piloto            | Sector 1 | Piloto            | Sector 2 | Piloto            | Sector 3 | Piloto            | Recta principal |
| ----------------- | -------- | ----------------- | -------- | ----------------- | -------- | ----------------- | --------------- |
| Heikki Kovalainen | 264      | Heikki Kovalainen | 292      | Lewis Hamilton    | 291      | Lewis Hamilton    | 322             |
| Lewis Hamilton    | 263      | Lewis Hamilton    | 291      | Heikki Kovalainen | 289      | Jarno Trulli      | 317             |
| Kimi Räikkönen    | 262      | Kimi Räikkönen    | 289      | Kimi Räikkönen    | 285      | David Coulthard   | 317             |
| Felipe Massa      | 260      | Timo Glock        | 288      | Fernando Alonso   | 285      | Heikki Kovalainen | 316             |
| Nick Heidfeld     | 260      | Nick Heidfeld     | 288      | Mark Webber       | 285      | Fernando Alonso   | 316             |
| Fernando Alonso   | 260      | Robert Kubica     | 288      | Felipe Massa      | 285      | Kimi Räikkönen    | 316             |

- La trampa de velocidad de la recta principal se encuentra antes de la chicane que precede a la recta de meta.

#### Primeras vueltas

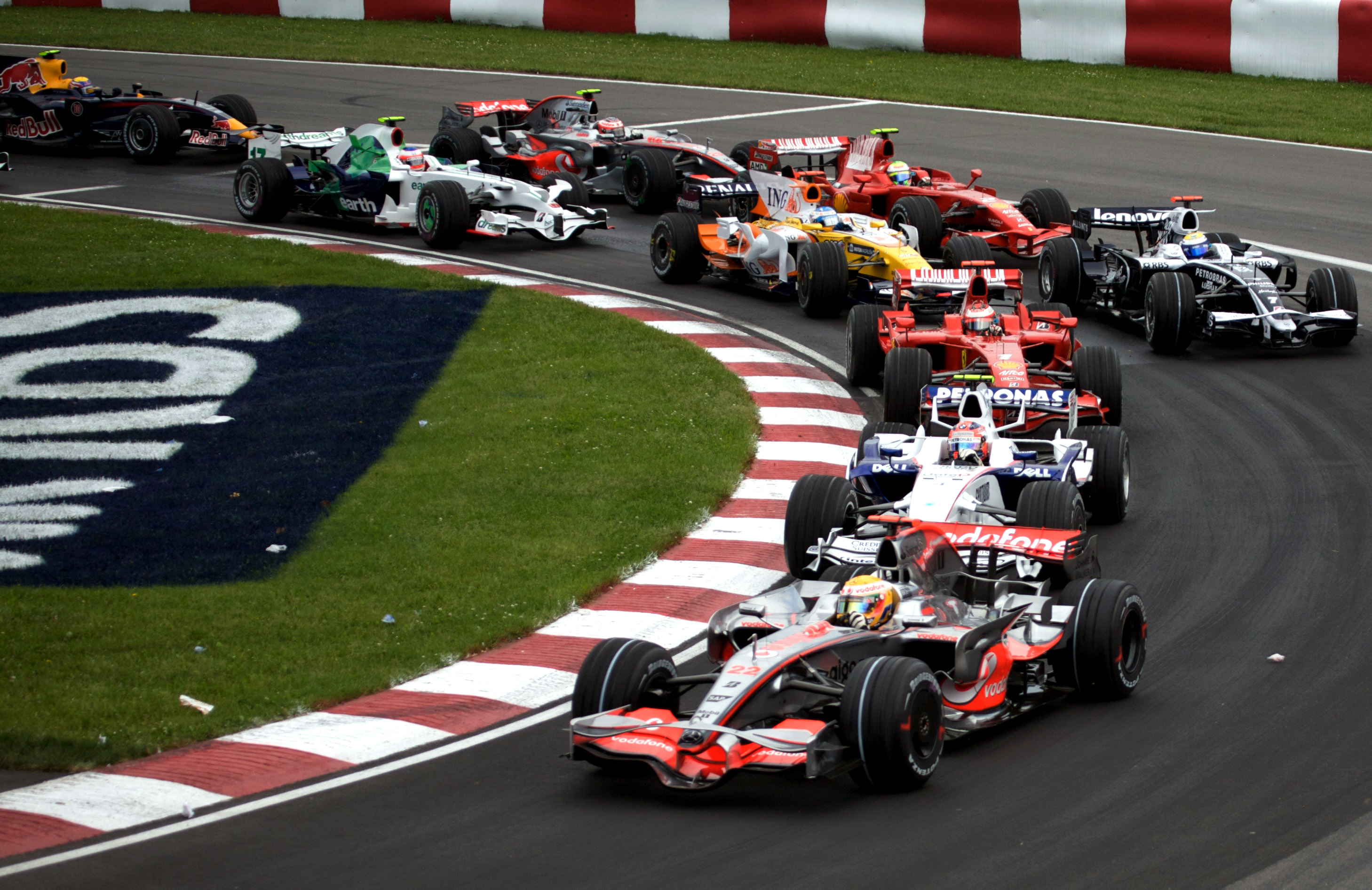
Lewis Hamilton lidera sobre Robert Kubica, Kimi Räikkönen y el resto de la parrilla al comienzo de la carrera.

#### Incidente en boxes

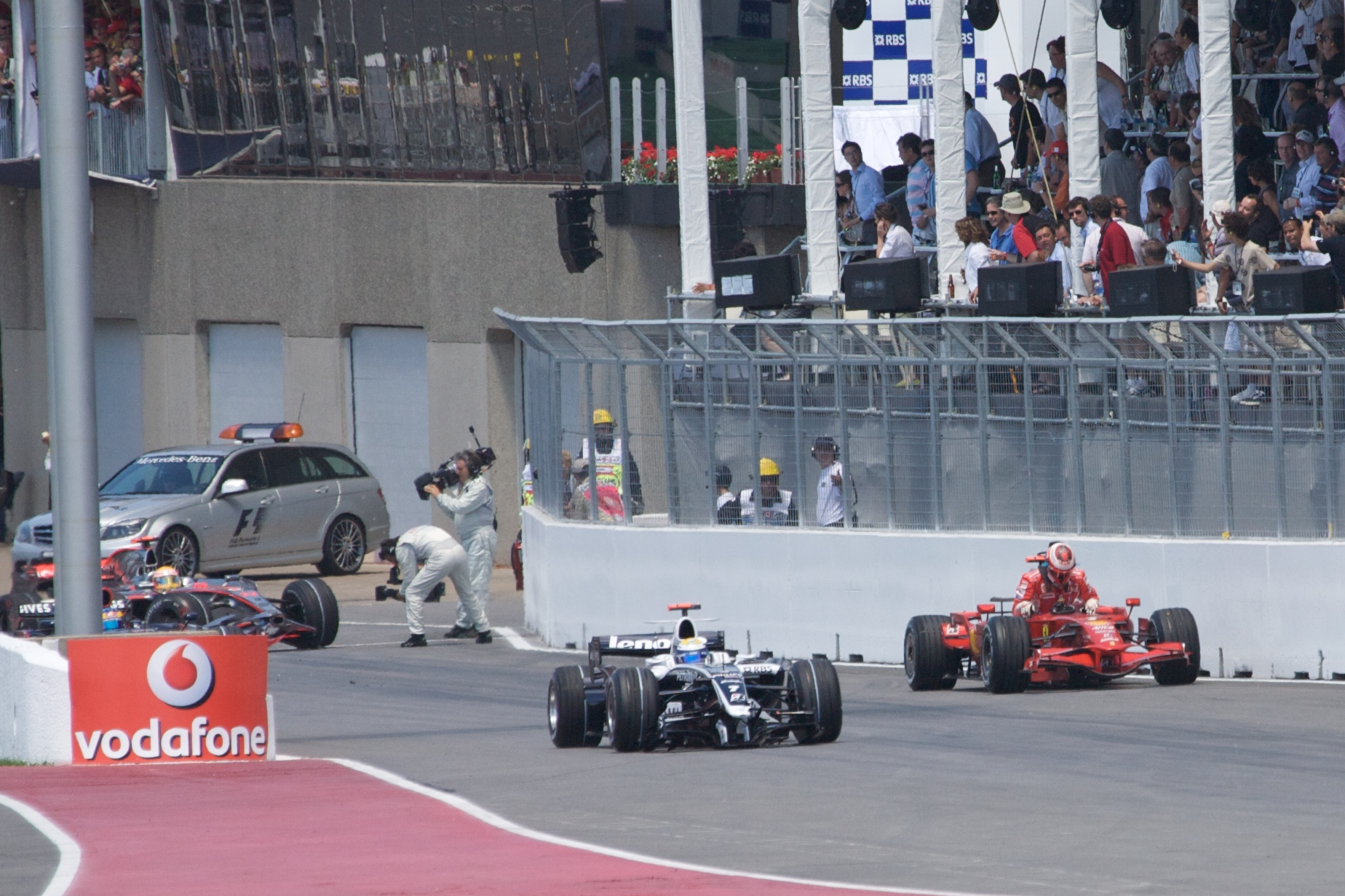
Después de la colisión, Kimi Räikkönen y Hamilton se retiraron de la carrera, mientras que Nico Rosberg continuó con el alerón delantero roto.

#### Retiradas

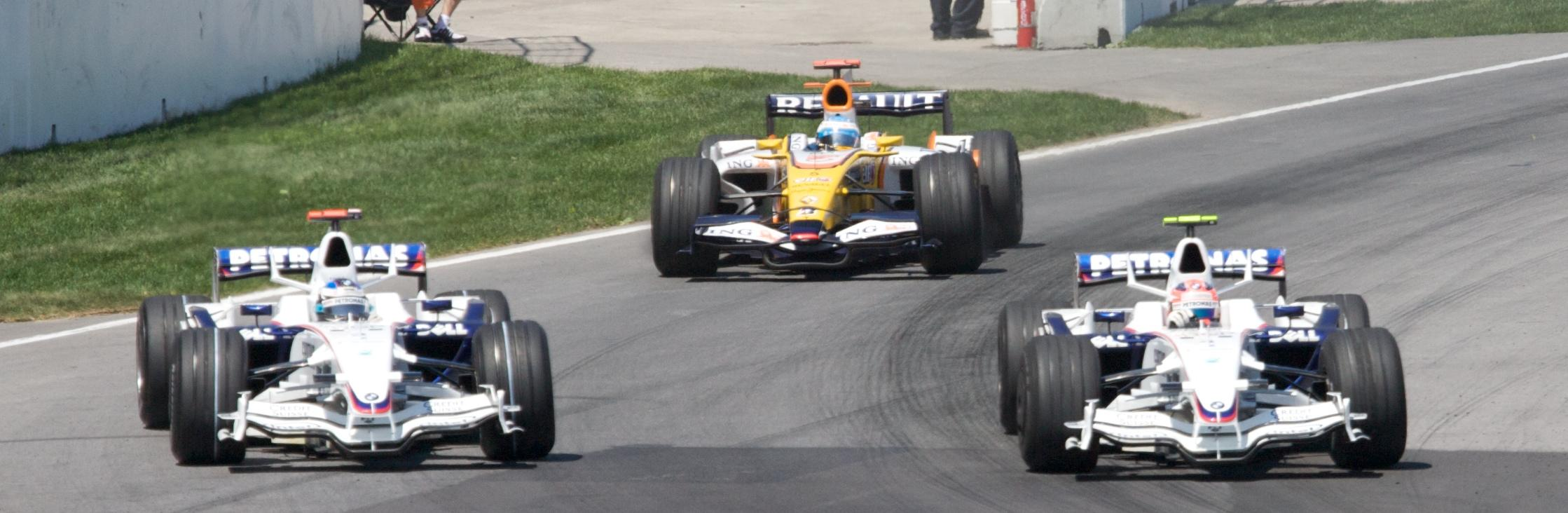
Momento crítico en la carrera, Kubica adelanta a su compañero de equipo Nick Heidfeld y consigue el liderazgo tras haber parado en boxes ambos pilotos.

#### Últimos compases

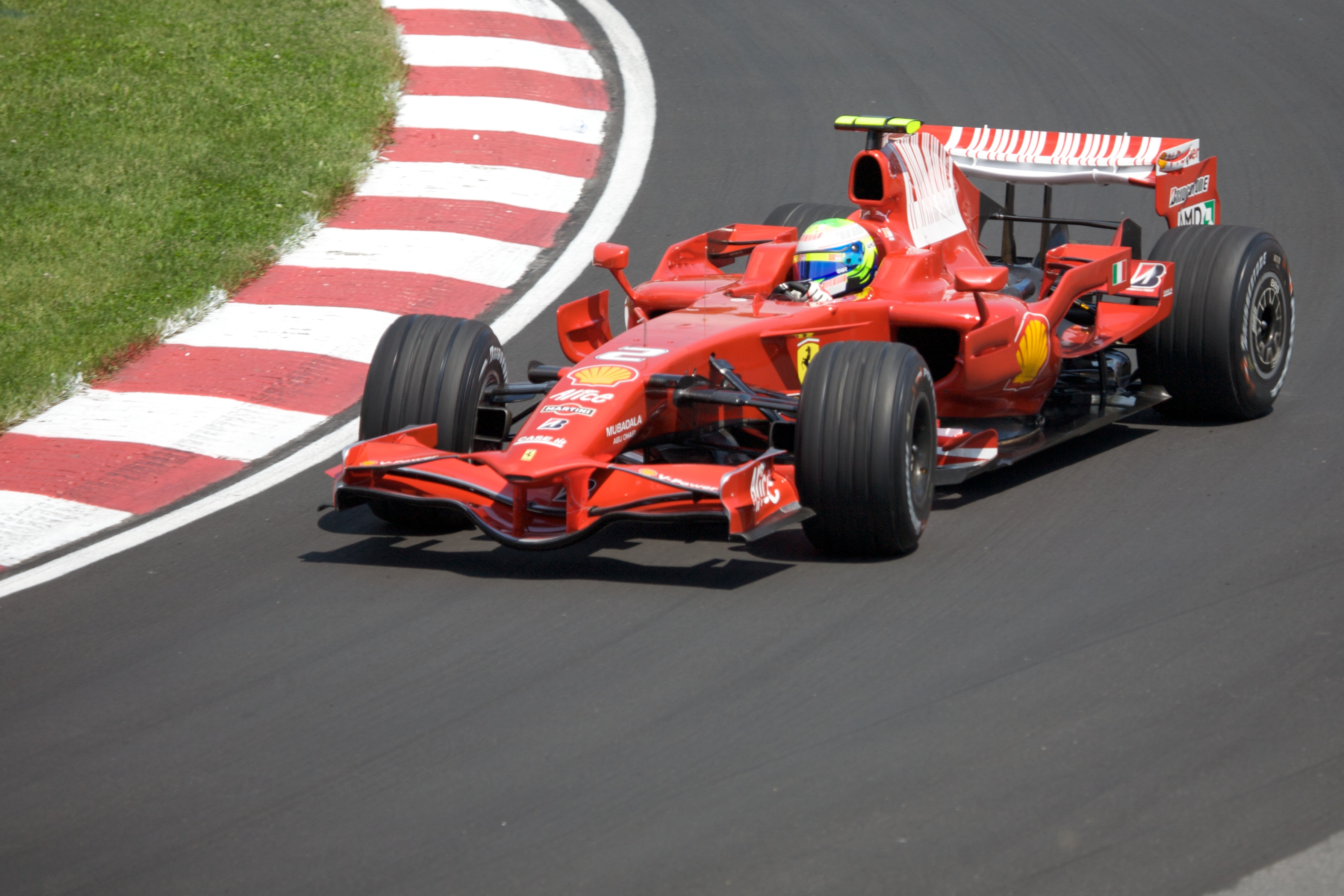
Felipe Massa protagonizó una gran remontada.

### Resultados de carrera

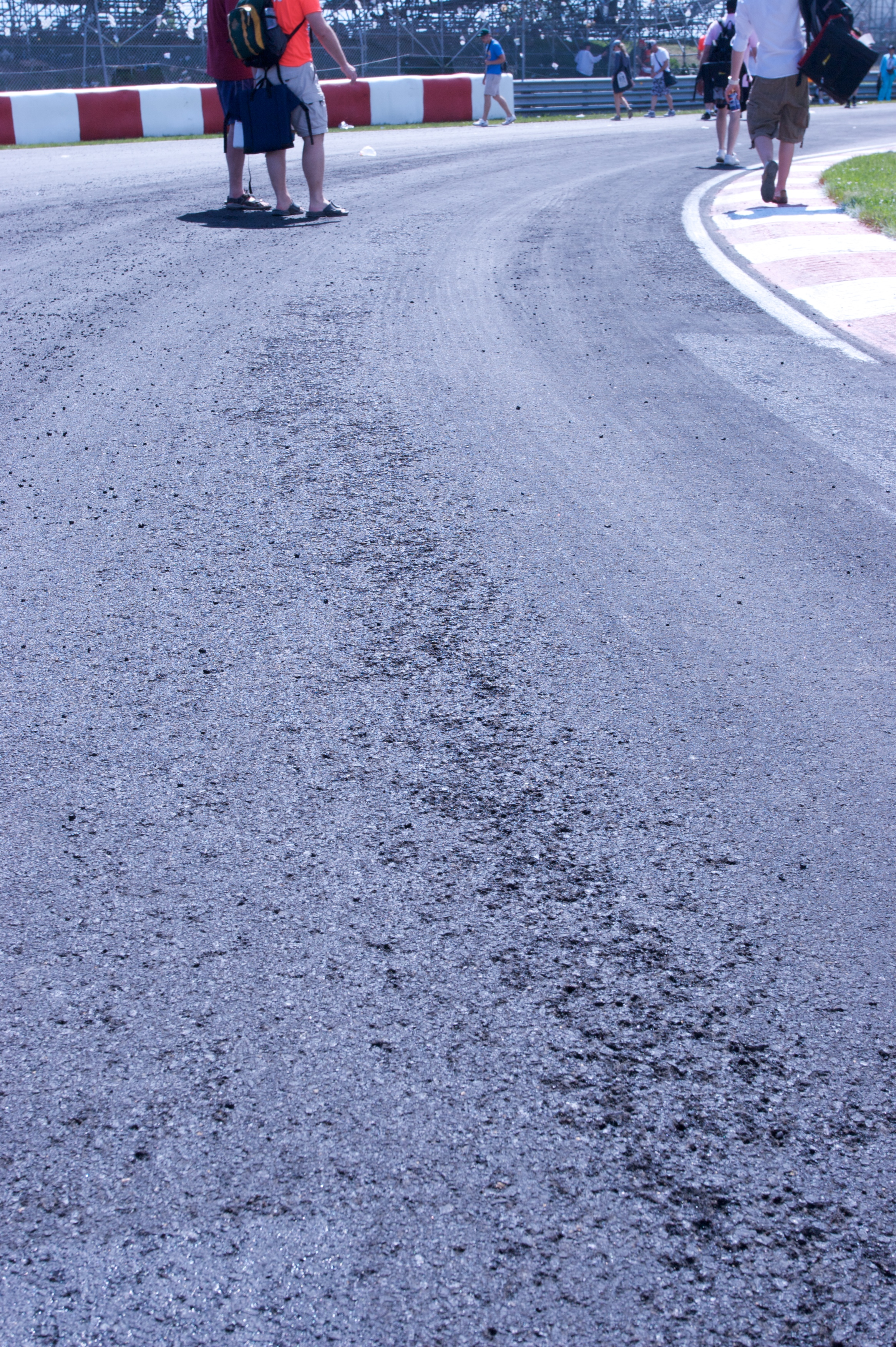
La superficie de la pista se degradó peligrosamente durante el desarrollo de la carrera.